# Pascale Sakr
Pascale Etienne Sakr (Zalé, Líbano em 23 de setembro de 1964) mais conhecida como Pascale Sakr (do Árabe باسكال صقر) é uma cantora e atriz libanesa. Ela faz um personagem principal em muitos musicais.
Ela também é a filha de libaneses nacionalista Etienne Sakr, um ex-membro das Forças Libanesas e líder dos Guardiões da extrema-direita dos cedros e Alexandra Sakr. Ela é a mais velha de três filhos e irmã mais nova também é uma pop star libanesa Karol Sakr. Ela começou a cantar em uma idade muito jovem. Seu repertório inclui muitas línguas, incluindo Árabe, libanês, Francês, Inglês e aramaico.
Pascale Sakr também tem sido ativa no teatro, ela estrelou no papel principal do peça Wadi Chamseen e Chaab Sawret.

## Discografia
Canções
- Sarek Makatibi Music by Elias Rahbani
- Risho el Fil Music by Elias Rahbani
- Maoul  Music by Elias Rahbani
- Biddallak Sayfi  Music by Mansour Rahbani
- Ardak el Karami Music by Antoine Gebara
- Waad Ya Lebnan Music by Elias Rahbani
- Gharrabou Music by Melhem Barakat
- Nasheed al Ward Music by Wajdy Shaya. Lyrics by Anwar Salman
- Oh Babe By Elias Rahbani
- Sad is my Story By Elias Rahbani
- Ya Hami el Hima By Wajdy Shaya. Lyrics by Hassan Saad
- Yemken By Wajdy Shaya Lyrics by Anwar Salman
- Am Yenzel el Talj by Elias Rahbani
- Jayi Papa Noel by Elias Rahbani

## Prêmios
| Year | Awarded by                 | Category           |
| ---- | -------------------------- | ------------------ |
| 1981 | Rostock Festival (Germany) | For song "Oh Babe" |